# Ronglong
Ronglong (kinesiska: 荣隆) är en köping i sydvästra Kina. Den ligger i stadsdistriktet Rongchang i storstadsområdet Chongqing, omkring 110 kilometer väster om det centrala stadsdistriktet Yuzhong. Antalet invånare är 32 983. Befolkningen består av 16 509 kvinnor och 16 474 män. Barn under 15 år utgör 20,0 %, vuxna 15-64 år 66 %, och äldre över 65 år 13,0 %.